# Deens voetbalelftal in 1992
Het Deens voetbalelftal speelde dertien officiële interlands in het jaar 1992, waaronder vijf duels bij het EK voetbal 1992 in Zweden, waar de ploeg aantrad als vervanger van het wegens de burgeroorlog geschorste Joegoslavië. Tot veler verrassing grepen de Denen de titel, onder meer door Nederland in de halve finale na strafschoppen te verslaan. Het was de eerste Europese titel uit de geschiedenis voor Denemarken. De selectie, bijgenaamd The Danish Dynamite en afgeschilderd als 'het campingelftal', stond onder leiding van bondscoach Richard Møller Nielsen, die in het voorjaar van 1990 de Duitser Sepp Piontek was opgevolgd. Opvallend genoeg werd het kampioenschap behaald zonder de gelouterde sterspeler Michael Laudrup. De spelmaker van FC Barcelona had zich net als zijn jongere broer Brian, die later terugkwam op dat besluit, en PSV'er Jan Heintze gedurende de EK-kwalificatiereeks niet meer beschikbaar gesteld voor de nationale ploeg. Deense media riepen daarop om het ontslag van Møller Nielsen vanwege het conflict met de oudste van de twee voetbalbroers.

## Balans
| Wedstrijden | Wedstrijden | Wedstrijden | Wedstrijden | Doelpunten | Doelpunten | Doelpunten | Punten |
| Gespeeld    | Winst       | Gelijk      | Verlies     | Voor       | Tegen      | Saldo      | Punten |
| ----------- | ----------- | ----------- | ----------- | ---------- | ---------- | ---------- | ------ |
| 13          | 4           | 6           | 3           | 11         | 9          | +2         | 1.077  |

## Interlands
|                                                    |                                    |       |                  |                                                                                         |
| 8 april Vriendschappelijk № 557 «onderlinge duels» | Turkije                            | 2 – 1 | Denemarken       | Ankara 19 Mayısstadion, Ankara Toeschouwers: 20.878 Scheidsrechter: Atanas Uzunov (BUL) |
| 8 april Vriendschappelijk № 557 «onderlinge duels» | Hami Mandıralı 33' Hakan Şükür 88' |       | 75' Lars Elstrup | Ankara 19 Mayısstadion, Ankara Toeschouwers: 20.878 Scheidsrechter: Atanas Uzunov (BUL) |

|                                                     |                  |       |           |                                                                                |
| 29 april Vriendschappelijk № 558 «onderlinge duels» | Denemarken       | 1 – 0 | Noorwegen | Aarhus Stadion, Aarhus Toeschouwers: 7.000 Scheidsrechter: Simo Ruokonen (FIN) |
| 29 april Vriendschappelijk № 558 «onderlinge duels» | Lars Elstrup 59' |       |           | Aarhus Stadion, Aarhus Toeschouwers: 7.000 Scheidsrechter: Simo Ruokonen (FIN) |

|                                                   |                      |       |                    |                                                                                   |
| 3 juni Vriendschappelijk № 559 «onderlinge duels» | Denemarken           | 1 – 1 | GOS                | Brøndby Stadion, Brøndby Toeschouwers: 5.339 Scheidsrechter: Andrew Waddell (SCO) |
| 3 juni Vriendschappelijk № 559 «onderlinge duels» | Bent Christensen 34' |       | 52' Igor Kolyvanov | Brøndby Stadion, Brøndby Toeschouwers: 5.339 Scheidsrechter: Andrew Waddell (SCO) |

| EK voetbal 1992 |
| --------------- |

|                                                                 |            |       |          |                                                                                   |
| 11 juni EK-eindronde Groep A № 560 «onderlinge duels» 20:15 uur | Denemarken | 0 – 0 | Engeland | Malmö Stadion, Malmö Toeschouwers: 26.385 Scheidsrechter: John Blankenstein (NED) |
| 11 juni EK-eindronde Groep A № 560 «onderlinge duels» 20:15 uur |            |       |          | Malmö Stadion, Malmö Toeschouwers: 26.385 Scheidsrechter: John Blankenstein (NED) |

|                                               |                  |       |            |                                                                                           |
| 14 juni EK-eindronde № 561 «onderlinge duels» | Zweden           | 1 – 0 | Denemarken | Råsunda Fotbollstadion, Solna Toeschouwers: 29.902 Scheidsrechter: Aron Schmidhuber (GER) |
| 14 juni EK-eindronde № 561 «onderlinge duels» | Tomas Brolin 59' |       |            | Råsunda Fotbollstadion, Solna Toeschouwers: 29.902 Scheidsrechter: Aron Schmidhuber (GER) |

|                                                                 |                                   |       |                       |                                                                                   |
| 17 juni EK-eindronde Groep A № 562 «onderlinge duels» 20:15 uur | Denemarken                        | 2 – 1 | Frankrijk             | Malmö Stadion, Malmö Toeschouwers: 25.763 Scheidsrechter: Hubert Forstinger (AUT) |
| 17 juni EK-eindronde Groep A № 562 «onderlinge duels» 20:15 uur | Henrik Larsen 8' Lars Elstrup 78' |       | 60' Jean-Pierre Papin | Malmö Stadion, Malmö Toeschouwers: 25.763 Scheidsrechter: Hubert Forstinger (AUT) |

|                                               |                                    |       |                                        |                                                                                    |
| 22 juni EK-eindronde № 563 «onderlinge duels» | Denemarken                         | 2 – 2 | Nederland                              | Ullevi Stadion, Göteborg Toeschouwers: 37.450 Scheidsrechter: Emilio Soriano (ESP) |
| 22 juni EK-eindronde № 563 «onderlinge duels» | Henrik Larsen 5' Henrik Larsen 32' |       | 23' Dennis Bergkamp 85' Frank Rijkaard | Ullevi Stadion, Göteborg Toeschouwers: 37.450 Scheidsrechter: Emilio Soriano (ESP) |

|                                                                        |     | strafschoppen                                                              |  |
| Henrik Larsen Flemming Povlsen Lars Elstrup Kim Vilfort Kim Christofte | 5–4 | Ronald Koeman Marco van Basten Dennis Bergkamp Frank Rijkaard Rob Witschge |  |

|                                               |                                 |       |           |                                                                                  |
| 26 juni EK-eindronde № 564 «onderlinge duels» | Denemarken                      | 2 – 0 | Duitsland | Ullevi Stadion, Göteborg Toeschouwers: 38,700 Scheidsrechter: Bruno Galler (SUI) |
| 26 juni EK-eindronde № 564 «onderlinge duels» | John Jensen 18' Kim Vilfort 78' |       |           | Ullevi Stadion, Göteborg Toeschouwers: 38,700 Scheidsrechter: Bruno Galler (SUI) |

|  |  |  |  |  |  |  |  |  |

|                                                      |         |       |            |                                                                                 |
| 26 augustus WK-kwalificatie № 565 «onderlinge duels» | Letland | 0 – 0 | Denemarken | Daugavas Stadions, Riga Toeschouwers: 8.124 Scheidsrechter: Alfred Wieser (AUT) |
| 26 augustus WK-kwalificatie № 565 «onderlinge duels» |         |       |            | Daugavas Stadions, Riga Toeschouwers: 8.124 Scheidsrechter: Alfred Wieser (AUT) |

|                                                        |                  |       |                                            |                                                                               |
| 9 september Vriendschappelijk № 566 «onderlinge duels» | Denemarken       | 1 – 2 | Duitsland                                  | Parken, Kopenhagen Toeschouwers: 40.600 Scheidsrechter: Martin Bodenham (ENG) |
| 9 september Vriendschappelijk № 566 «onderlinge duels» | Lars Elstrup 81' |       | 47' Karl-Heinz Riedle 88' Stefan Effenberg | Parken, Kopenhagen Toeschouwers: 40.600 Scheidsrechter: Martin Bodenham (ENG) |

|                                                       |          |       |            |                                                                                      |
| 23 september WK-kwalificatie № 567 «onderlinge duels» | Litouwen | 0 – 0 | Denemarken | Žalgirio Stadionas, Vilnius Toeschouwers: 8.500 Scheidsrechter: Lyuben Angelov (BUL) |
| 23 september WK-kwalificatie № 567 «onderlinge duels» |          |       |            | Žalgirio Stadionas, Vilnius Toeschouwers: 8.500 Scheidsrechter: Lyuben Angelov (BUL) |

|                                                     |            |       |         |                                                                              |
| 14 oktober WK-kwalificatie № 568 «onderlinge duels» | Denemarken | 0 – 0 | Ierland | Parken, Kopenhagen Toeschouwers: 40.100 Scheidsrechter: Ryszard Wójcik (POL) |
| 14 oktober WK-kwalificatie № 568 «onderlinge duels» |            |       |         | Parken, Kopenhagen Toeschouwers: 40.100 Scheidsrechter: Ryszard Wójcik (POL) |

|                                                      |               |                   |            |                                                                              |
| 18 november WK-kwalificatie № 569 «onderlinge duels» | Noord-Ierland | 0 – 1             | Denemarken | Windsor Park, Belfast Toeschouwers: 11.000 Scheidsrechter: Sándor Puhl (HUN) |
| 18 november WK-kwalificatie № 569 «onderlinge duels» |               | 51' Henrik Larsen |            | Windsor Park, Belfast Toeschouwers: 11.000 Scheidsrechter: Sándor Puhl (HUN) |

## Statistieken
| Peter Schmeichel   | 1963-11-18 | Manchester United   | 12 | 0 | 0 | 57 | 0 |
| Mogens Krogh       | 1963-10-31 | Brøndby IF          | 1  | 0 | 0 |    |   |
| Verdediging        |            |                     |    |   |   |    |   |
| John Sivebæk       | 1961-10-25 | Pescara             | 12 | 0 | 0 |    |   |
| Lars Olsen         | 1961-02-02 | RFC Seraing         | 12 | 0 | 0 |    |   |
| Torben Piechnik    | 1963-05-21 | Liverpool           | 8  | 2 | 0 | 11 | 0 |
| Kent Nielsen       | 1961-12-28 | Aarhus GF           | 7  | 0 | 0 | 54 | 3 |
| Henrik Andersen    | 1965-05-07 | 1. FC Köln          | 6  | 0 | 0 |    |   |
| Jan Heintze        | 1963-08-17 | PSV Eindhoven       | 3  | 1 | 0 |    |   |
| Marc Rieper        | 1968-06-05 | Brøndby IF          | 2  | 0 | 0 |    |   |
| Claus Christiansen | 1967-10-19 | Lyngby BK           | 0  | 3 | 0 | 4  | 0 |
| Jakob Kjeldbjerg   | 1969-10-21 | Silkeborg IF        | 0  | 1 | 0 |    |   |
| Middenveld         |            |                     |    |   |   |    |   |
| John Jensen        | 1965-05-03 | Arsenal             | 13 | 0 | 1 |    |   |
| Kim Vilfort        | 1962-11-15 | Brøndby IF          | 10 | 0 | 1 |    |   |
| Kim Christofte     | 1960-08-24 | 1. FC Köln          | 10 | 0 | 0 |    |   |
| Henrik Larsen      | 1966-05-17 | Aston Villa         | 8  | 2 | 4 |    |   |
| Johnny Mølby       | 1969-02-04 | Borussia M’gladbach | 2  | 2 | 0 |    |   |
| Peter Nielsen      | 1968-03-03 | Borussia M’gladbach | 1  | 1 | 0 |    |   |
| Henrik Risom       | 1968-07-24 | Lyngby BK           | 1  | 0 | 0 |    |   |
| Morten Bruun       | 1965-06-28 | Silkeborg IF        | 0  | 2 | 0 | 11 | 0 |
| Bjarne Goldbæk     | 1968-10-06 | FC Kaiserslautern   | 0  | 1 | 0 | 5  | 0 |
| Aanval             |            |                     |    |   |   |    |   |
| Brian Laudrup      | 1969-02-22 | AC Fiorentina       | 13 | 0 | 0 |    |   |
| Flemming Povlsen   | 1966-12-03 | Borussia Dortmund   | 11 | 0 | 0 |    |   |
| Bent Christensen   | 1967-01-04 | Schalke 04          | 6  | 1 | 1 | 24 | 8 |
| Lars Elstrup       | 1963-03-24 | Odense BK           | 4  | 4 | 4 |    |   |
| Torben Frank       | 1968-06-16 | Olympique Lyonnais  | 1  | 3 | 0 |    |   |
| Peter Møller       | 1972-03-23 | Aalborg BK          | 0  | 1 | 0 |    |   |